# Pulau Tuangku
Pulau Tuangku är en ö i Indonesien.   Den ligger i provinsen Aceh, i den västra delen av landet, 1 400 km nordväst om huvudstaden Jakarta. Arean är 214 kvadratkilometer.
Terrängen på Pulau Tuangku är platt. Öns högsta punkt är 270 meter över havet. Den sträcker sig 22,5 kilometer i nord-sydlig riktning, och 27,5 kilometer i öst-västlig riktning.